# دانشگاه هوافضای امارات
دانشگاه هوافضای امارات (به انگلیسی: Emirates Aviation University) دانشگاهی واقع در کشور امارات متحده عربی،  شهر دبی است. این دانشگاه متعلق به گروه شرکت هواپیمایی امارات است. دانشگاه هوافضای امارات رشته های مهندسی هوانوردی، مدیریت هوانوردی، مهندسی تعمیر و نگهداری هواپیما، مدیریت بازرگانی، مطالعات ایمنی و ایمنی هوانوردی را ارائه می دهد.